# Capitan Fanfara. Il giro del mondo in automobile
Capitan Fanfara. Il giro del mondo in automobile è un romanzo di avventura fantascientifico del 1904 scritto e illustrato da Yambo (pseudonimo di Enrico Novelli).

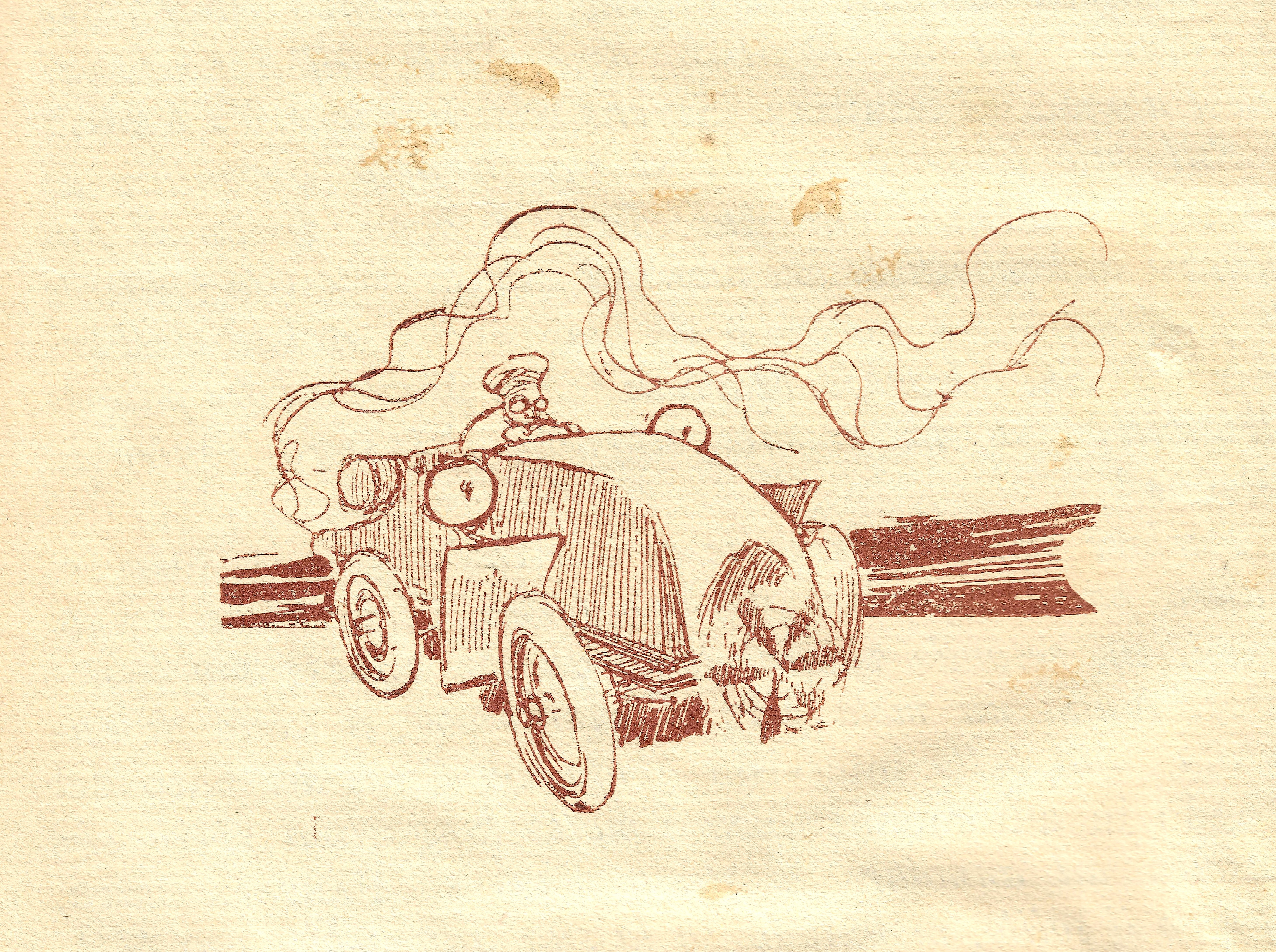
Illustrazione di Yambo per Capitan Fanfara

Il volume contiene alcuni disegni anche a piena pagina color sanguigno nel testo e una copertina figurata a colori dell'autore. 
Il romanzo ebbe vasta eco tra i giovani perché in quel periodo di nascita dei mezzi a motore erano molto popolari i protagonisti di racconti legati al mito della velocità.
In questo racconto scritto "nel pieno del fervore della giovinezza gioconda", come racconta l'autore, c'è "audacia, orgoglio e molta gioia di vivere".

## Trama

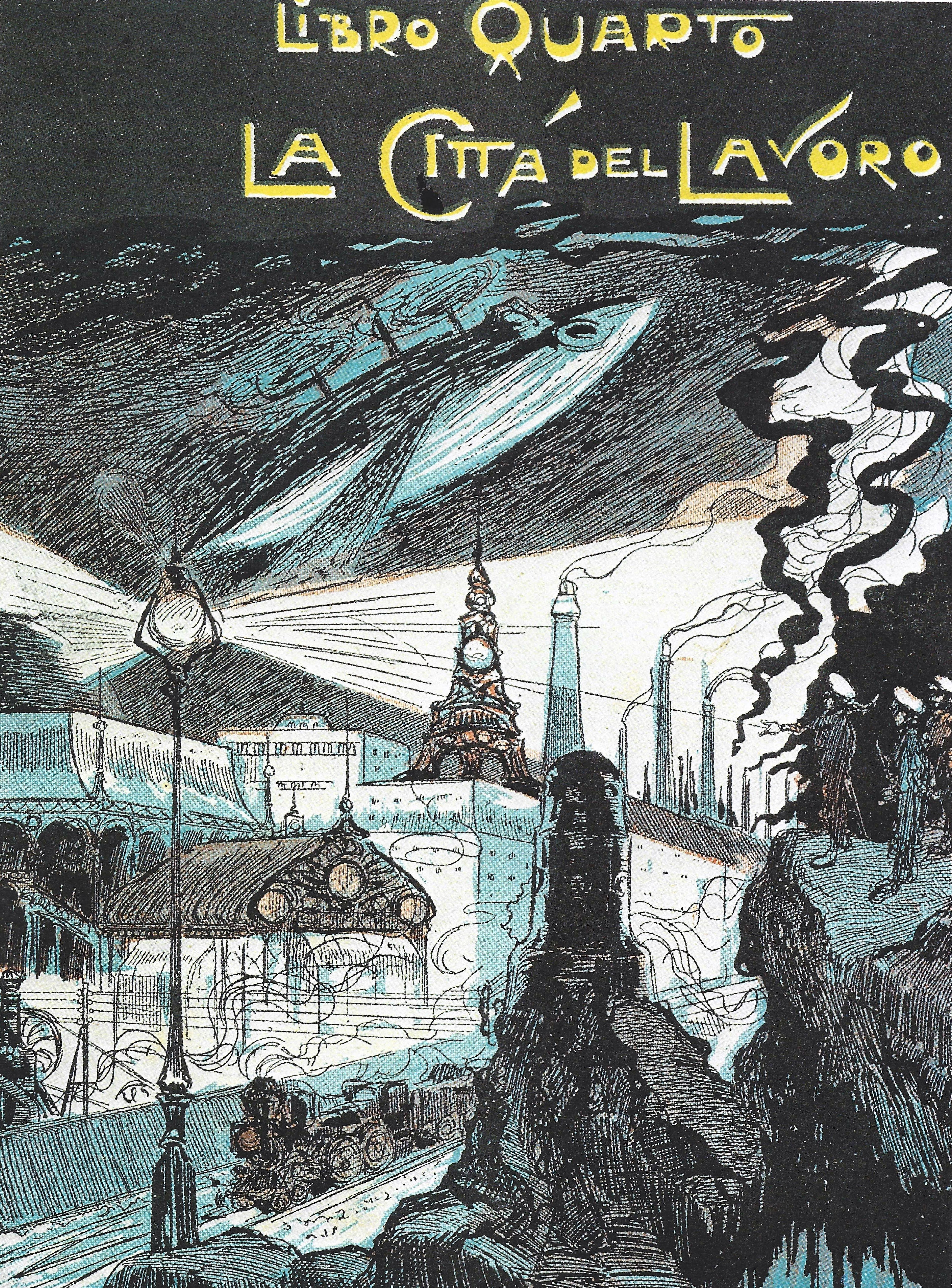
Illustrazione del capitolo quarto - La città del lavoro

La storia è ambientata agli inizi del Novecento. Mario Moresi, automobilista infervorato dalla nuova tecnologia nascente in quel periodo, sfida a duello Ippolito Nervolini, un appassionato di ciclismo che ha osato parlare male del nuovo mezzo di locomozione. Il ciclista però non si presenta al duello e il protagonista intraprende un vero e proprio giro del mondo in auto alla sua ricerca, alla guida della sua Saetta, incappando in una serie di disavventure.

## Edizioni
- Yambo, Capitan Fanfara. Il giro del mondo in automobile, Roma, casa ed. Calzone-Villa/G. Scotti, 1904.
- Yambo, Capitan Fanfara, Milano, Antonio Vallardi Editore, 1926.
- Yambo, Capitan Fanfara. Il giro del mondo in automobile, Milano, Einaudi, 1973.